# The Bill
The Bill é uma série de televisão policial britânica, transmitida pela primeira vez na ITV de 16 de agosto de 1983 a 31 de agosto de 2010. O programa originou-se do episódio "Woodentop" da série Storyboard, transmitido em agosto de 1983.
O programa foi a série de televisão processual policial de maior duração no Reino Unido e uma das séries de televisão britânicas de maior duração na época de seu cancelamento. O título tem origem em "Old Bill", uma gíria para polícia. The Bill ganhou vários prêmios, incluindo o BAFTA de Melhor Novela ou Drama Contínuo. Em março de 2010, após um período de declínio de audiência e recepção negativa do público e da mídia, os executivos da ITV anunciaram que a rede não pretendia renovar The Bill e que as gravações se encerrariam em 14 de junho de 2010. O episódio final foi ao ar em 31 de agosto de 2010.

## Elenco
- Billy Murray como Don Beech
- Tony O'Callaghan como sargento Matt Boyden
- Diane Parish como DC Eva Sharpe
- Christopher Ellison como Frank Burnside
- Mark Wingett como Jim Carver
- Trudie Goodwin como June Ackland
- Eric Richard como sargento Bob Cryer
- Kevin Lloyd como DC Tosh Lines
- Jeff Stewart como PC Reg Hollis
- Graham Cole como PC Tony Stamp
- Alex Walkinshaw como Dale "Smithy" Smith
- Simon Rouse como Jack Meadows
- Colin Tarrant como inspetor Andrew Monroe